# Дмитро Яворницький (монета)
«Дмитро́ Яворни́цький» — ювілейна монета номіналом 2 гривні, випущена Національним банком України. Присвячена 150-річчю від дня народження Дмитра Івановича Яворницького (1855—1940 рр.) — історика, археолога, етнографа, фольклориста, письменника. Людина надзвичайно різнобічних інтересів — Дмитро Яворницький майже все своє життя присвятив вивченню історії запорізького козацтва, вінцем якого стала «Історія запорізьких козаків» у трьох томах.
Монету введено в обіг 22 вересня 2005 року. Вона належить до серії «Видатні особистості України».

## Опис та характеристики монети
| Номінал грн. | Метал      | Маса, грам | Діаметр, мм. | Якість виготовлення       | Гурт     | Тираж, штук |
| ------------ | ---------- | ---------- | ------------ | ------------------------- | -------- | ----------- |
| 2            | нейзильбер | 12,8       | 31           | спеціальний анциркулейтед | рифлений | 30 000      |

### Аверс
На аверсі монети розміщено малий Державний Герб України, над яким — рік карбування монети «2005», під ним — «2 ГРИВНІ», написи по колу «УКРАЇНА» (угорі), «НАЦІОНАЛЬНИЙ БАНК» (унизу) та логотип Монетного двору Національного банку України (праворуч).

### Реверс
На реверсі монети зображено портрет Дмитра Яворницького, праворуч — роки життя «1855/1940» та по боках — написи півколом «ДМИТРО ЯВОРНИЦЬКИЙ».

## Автори

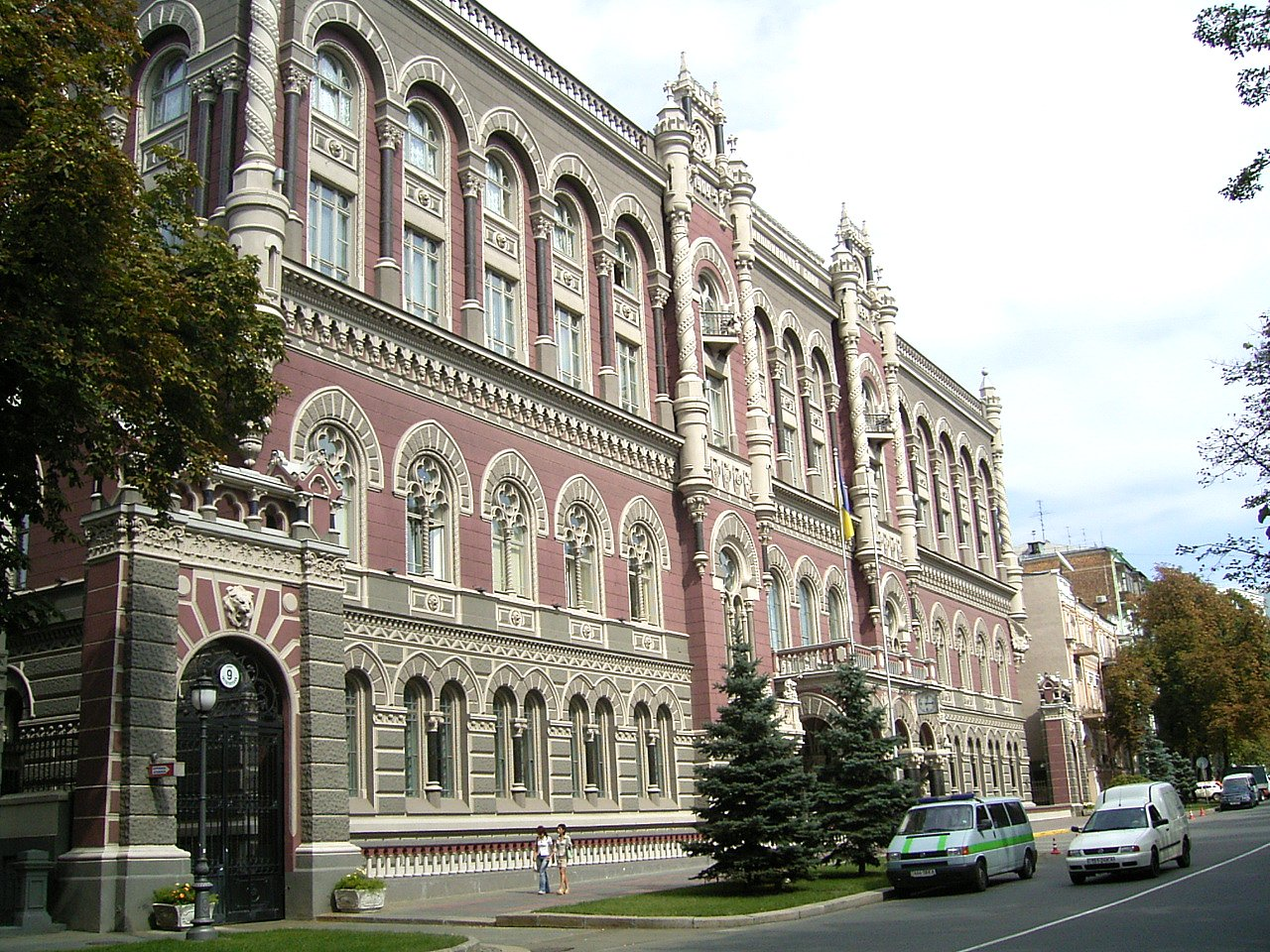
Будівля Національного банку України

- Художники: Іваненко Святослав (аверс); Таран Володимир, Харук Олександр, Харук Сергій (реверс).
- Скульптори: Іваненко Святослав (аверс), Дем'яненко Володимир (реверс).

## Вартість монети
Ціна монети — 15 гривень, була зазначена на сайті Національного банку України 2011 року.
Фактична приблизна вартість монети з роками змінювалася так:
| Рік        | 2010 | 2011 | 2012 | 2013 | 2014 | 2015 | 2016 | 2017 | 2018 | 2019 | 2020 | 2021 | 2022 | 2023 | 2024 | 2025 |
| ---------- | ---- | ---- | ---- | ---- | ---- | ---- | ---- | ---- | ---- | ---- | ---- | ---- | ---- | ---- | ---- | ---- |
| Ціна, грн. | 17   | 25   | 25   | 25   | 30   | 35   | 45   | 55   | 60   | 65   | 65   | 70   | 70   | 135  | 155  | 180  |